# Soredemo Ayumu wa yosetekuru
Soredemo Ayumu wa yosetekuru (それでも歩は寄せてくる? lett. "Comunque sia, Ayumu si avvicina") è un manga shōnen scritto e disegnato da Sōichirō Yamamoto. Una prima versione webcomic dal titolo Shōgi no Yatsu fu pubblicata nel 2018. L'opera è stata poi serializzata sul Weekly Shōnen Magazine di Kōdansha dal 6 marzo 2019 al 15 novembre 2023. Da luglio 2019 a dicembre 2023, il manga è stato raccolto in tankōbon. Un adattamento anime è stato trasmesso dall'8 luglio al 23 settembre 2022.

## Personaggi
Ayumu Tanaka (田中 歩?, Tanaka Ayumu)
Doppiato da: Yoshimasa Hosoya
Studente del primo anno delle superiori, Ayumu è un membro dello club di shōgi. Innamorato di Urushi Yaotome, ha giurato che non confesserà i suoi sentimenti finché non la batterà a shōgi. Tuttavia, la relazione tra i due non è andata avanti perché lui non ha mai vinto. Quando era uno studente delle scuole medie, apparteneva al club di kendo e le sue tattiche per sfondare la difesa del suo avversario erano eccellenti, quindi la sua reputazione nel club era molto positiva. Anche nello shōgi, le sue tattiche di difesa sono diventate più importanti, ma Urushi continua a leggere le sue mosse.
Urushi Yaotome (八乙女 うるし?, Yaotome Urushi)
Doppiata da: Konomi Kohara
Studentessa del secondo anno, Urushi è la senpai di Ayumu nel club di shōgi. Sebbene la stessa Urushi affermi di essere il presidente del club di shōgi, questo non è riconosciuto come club ufficiale perché non ci sono abbastanza membri. Sebbene Urushi creda di piacere ad Ayumu non è ancora riuscita a farglielo ammettere.
Takeru Kakuryu (角竜 タケル?, Kakuryū Takeru)
Doppiato da: Tsubasa Gouden
Sakurako Mikage (御影 桜子?, Mikage Sakurako)
Doppiata da: Hina Yōmiya
Rin Kagawa (香川 凛?, Kagawa Rin)
Doppiata da: Haruna Mikawa
Maki (マキ?)
Doppiata da: Kana Hanazawa

## Media

### Webcomic
L'opera viene inizialmente pubblicata con il titolo di Shōgi no Yatsu (将棋のやつ?) come webcomic da Sōichirō Yamamoto sul suo account Twitter. La pubblicazione irregolare dei capitoli è iniziata ad aprile 2018 ed è terminata a novembre dello stesso anno.

### Manga
Il manga è stato serializzato dal numero 13 del Weekly Shōnen Magazine di Kōdansha, uscito il 6 marzo 2019, al numero 50, pubblicato il 15 novembre 2023. I capitoli sono stati raccolti in 17 volumi tankōbon pubblicati dal 4 luglio 2019 al 15 dicembre 2023.

#### Volumi
| 1  | 4 luglio 2019               | ISBN 978-4-06-516105-0 |
| 1  | Capitoli - Capitoli 1-14    |                        |
| 2  | 17 ottobre 2019             | ISBN 978-4-06-517207-0 |
| 2  | Capitoli - Capitoli 15-28   |                        |
| 3  | 17 febbraio 2020            | ISBN 978-4-06-518457-8 |
| 3  | Capitoli - Capitoli 29-41   |                        |
| 4  | 17 giugno 2020              | ISBN 978-4-06-519298-6 |
| 4  | Capitoli - Capitoli 42-54   |                        |
| 5  | 16 ottobre 2020             | ISBN 978-4-06-521014-7 |
| 5  | Capitoli - Capitoli 55-68   |                        |
| 6  | 15 gennaio 2021             | ISBN 978-4-06-521014-7 |
| 6  | Capitoli - Capitoli 69-80   |                        |
| 7  | 16 aprile 2021              | ISBN 978-4-06-522888-3 |
| 7  | Capitoli - Capitoli 81-94   |                        |
| 8  | 16 luglio 2021              | ISBN 978-4-06-524013-7 |
| 8  | Capitoli - Capitoli 95-108  |                        |
| 9  | 15 ottobre 2021             | ISBN 978-4-06-525144-7 |
| 9  | Capitoli - Capitoli 109-121 |                        |
| 10 | 17 gennaio 2022             | ISBN 978-4-06-526608-3 |
| 10 | Capitoli - Capitoli 122-135 |                        |
| 11 | 15 aprile 2022              | ISBN 978-4-06-527538-2 |
| 11 | Capitoli - Capitoli 136-149 |                        |
| 12 | 15 luglio 2022              | ISBN 978-4-06-528499-5 |
| 12 | Capitoli - Capitoli 150-161 |                        |
| 13 | 17 novembre 2022            | ISBN 978-4-06-529709-4 |
| 13 | Capitoli - Capitoli 162-174 |                        |
| 14 | 16 marzo 2023               | ISBN 978-4-06-530971-1 |
| 14 | Capitoli - Capitoli 175-187 |                        |
| 15 | 14 luglio 2023              | ISBN 978-4-06-532191-1 |
| 15 | Capitoli - Capitoli 188-200 |                        |
| 16 | 17 ottobre 2023             | ISBN 978-4-06-533248-1 |
| 16 | Capitoli - Capitoli 201-213 |                        |
| 17 | 15 dicembre 2023            | ISBN 978-4-06-533936-7 |
| 17 | Capitoli - Capitoli 214-224 |                        |

### Anime

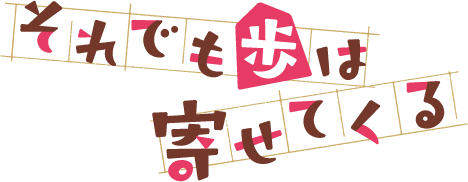
Logo della serie

Un adattamento anime è stato annunciato il 7 gennaio 2021. La serie è animata dallo studio Silver Link e diretta da Mirai Minato, la sceneggiatura è scritta da Hitomi Mieno mentre il character design è curato da Kazuya Hirata. È stata trasmessa in Giappone su TBS e BS-TBS dall'8 luglio al 23 settembre 2022. La sigla d'apertura è Kakehiki wa Poker Face di Kana Hanazawa mentre quella di chiusura 50 Centi di Kanna Nakamura.

#### Episodi
| Nº | Titolo italiano (traduzione letterale) Giapponese 「Kanji」 - Rōmaji                                | In onda           | In onda |
| Nº | Titolo italiano (traduzione letterale) Giapponese 「Kanji」 - Rōmaji                                | Giapponese        |         |
| 1  | Sei carino, senpai 「センパイは可愛いので」 - Senpai wa kawaiinode                                  | 8 luglio 2022     |         |
| 2  | Voglio che tu sia felice 「よろこんでほしいので」 - Yorokonde hoshīnode                             | 15 luglio 2022    |         |
| 3  | Voglio avere il mio primo appuntamento 「初デートがしたいので」 - Hatsu Dēto ga shitainode          | 22 luglio 2022    |         |
| 4  | Voglio passare del tempo insieme a te 「一緒に過ごしたいので」 - Issho ni sugoshitainode            | 29 luglio 2022    |         |
| 5  | Voglio saperne di più 「もっと知りたいので」 - Motto shiritainode                                   | 5 agosto 2022     |         |
| 6  | Lo voglio dal mio senpai 「センパイからもらいたいので」 - Senpai kara moraitainode                  | 12 agosto 2022    |         |
| 7  | Non riesco a smettere 「辞めるわけにはいかないので」 - Yameru wake ni wa ikanainode                 | 19 agosto 2022    |         |
| 8  | Perché è un ruolo a cui non posso rinunciare 「譲れない役目なので」 - Yuzurenai yakumenanode        | 26 agosto 2022    |         |
| 9  | Voglio creare dei ricordi 「思い出を作りたいので」 - Omoide o tsukuritainode                        | 2 settembre 2022  |         |
| 10 | Perché è una battaglia in cui non posso ritirarmi 「退けない勝負なので」 - Shirizokenai shōbunanode | 9 settembre 2022  |         |
| 11 | Voglio diventare più forte 「強くなっていたいので」 - Tsuyoku natte itainode                        | 16 settembre 2022 |         |
| 12 | Voglio dirti che ho vinto 「勝って伝えたいので」 - Katte tsutaetainode                              | 23 settembre 2022 |         |

## Accoglienza
Nel 2020, il manga è stato nominato per il 6° Next Manga Award e si è piazzato al 3º posto su 50 candidati con 19 182 voti.